# 광령초등학교
광령초등학교는 대한민국 제주특별자치도 제주시 애월읍 광령리에 있는 공립 초등학교이다.

## 학교 연혁
- 1940년 5월 2일 구엄공립국민학교 부설 광령간이학교 인가
- 1943년 4월 1일 광령공립국민학교 인가
- 1943년 4월 15일 광령공립국민학교로 개교(개교기념일)
- 1948년 11월 3일 4.3사건으로 교실 전소 폐교
- 1950년 6월 1일 광령국민학교로 교명 변경
- 1980년 3월 1일 상전분교장 설립 인가
- 1984년 3월 12일 병설유치원 1학급 인가
- 1992년 3월 1일 상전분교장 폐교
- 1996년 3월 1일 광령초등학교로 교명 변경
- 2003년 3월 1일 초등학교 10학급, 병설유치원 2학급 인가
- 2007년 3월 1일 초등학교 11학급 편성 인가
- 2013년 3월 1일 초등학교 12학급 편성 인가
- 2015년 3월 1일 초등학교 13학급 편성 인가
- 2016년 9월 1일 제27대 홍성진 교장 부임
- 2017년 2월 10일 제 64회 졸업(2,574명)
- 2018년 9월 1일 제28대 고진숙 교장 부임
- 2019년 1월 25일 제66회 졸업(2,656명)
- 2019년 3월 1일 초등학교 15학급 편성 인가

## 참고 자료
- 광령초등학교 - 한국교육학술정보원 학교알리미